# Camorra
För den mexikanska fribrottaren, se Camorra (fribrottare)
Camorra är en av flera olika former av organiserad brottslighet som ofta kallas för den napolitanska maffian, vilket är delvis missvisande. Camorran har sitt fäste i framförallt Neapel och dess omgivande landskap Kampanien. 

## Etymologi och tidig historia
Ursprunget av namnet "Camorra" är omdebatterat. En hypotes är att det härstammar från en grupp av några privata vakter som var verksam på Sardinien och senare i Neapel under 1600-talet.
Redan på 1800-talet förekom benämningen tillsammans med namnet "Bella societa' riformata" ("Det fina återförenade sällskapet"). Detta var ett slags hemligt sällskap som upprätthöll något slags ordning i samhället, ibland i öppen samverkan eller maskopi med den kungliga polisen. Vid den tiden försörjde sig camorristerna genom att ta ut ett slags skatt från olika verksamheter, som lotto, gatuförsäljare, koppleri, etc. 
Camorran fick en ny roll efter Italiens enande (1861) i de fall där de nationella myndigheterna sågs som en ockupationsmakt som de fattigaste i Neapel och i omgivningar inte kände igen sig i. Där den italienska staten misslyckades med att integrera syditalienarna i samhället utgjorde Camorran ett alternativ och en lokal maktfaktor i myndigheternas skugga.

## Den moderna Camorrans uppkomst
Camorran utvecklades till en modern kriminell organisation i samband med de allierades invasion av Italien under Andra världskriget år 1943. Den amerikanska flottans underrättelsetjänst ONI använde sig av några italoamerikanska gangstrar med inflytelserika kontakter i Italien för att underlätta, om inte möjliggöra, ockupationen av Italien söderifrån. I samband med ockupationen fick ledande camorrister och andra personer med ett tvivelaktigt förflutet amnesti, bland dessa den blivande borgmästaren Lauro och den amerikanske gangstern Lucky Luciano (vars roll i samband med invasionen måste ha varit central)..
Neapel blev omedelbart vid krigets slut ett centrum för den svarta marknaden, medan olagliga verksamheter som cigarettsmuggling och prostitution expanderade explosionsartat. Neapel blev huvudsäte för NATO i södra Europa medan Camorrans ekonomi blomstrade i en stad full av militärer och krigsdrabbade civila.

## Camorras struktur idag
Camorra blev under modern tid ett samlingsbegrepp för olika kriminella organisationer. Dessa har vissa gemensamma drag men saknar en samlande enhetlig struktur, något som däremot karakteriserar den sicilianska maffian enligt bland andra Giovanni Falcone. Camorra kunde fortfarande indelas i "familjer" eller klaner fram till 1980-talet då ledaren Raffele Cutolo försökte centralisera Camorra-familjerna i en maffialiknande struktur. Detta misslyckades och ledde till en långdragen fas av ständiga konflikter klaner emellan som då och då ser vinnande kartell ha övertaget. Sedan ungefär tjugo år har Camorran utvecklats till en mängd organisationer som - istället för att sträva efter att behålla sin kontroll över ett visst lokalt område - blickar till nationella och internationella arenor i syfte att idka laglig och ibland olaglig näring. 
Det som idag kallas Camorran är med andra ord en mängd fragmenterade grupper som ofta är i konflikt med varandra. Den största skillnaden med Camorrans tidigare historia är uppkomsten av en mängd olika företag som pendlar mellan lagliga och olagliga verksamheter i 2000-talets globalisering. Dessa företag har inte längre funktionen att tvätta pengar som resulterar från brottslig verksamhet. De är tvärtom vinstgenererande aktörer i den globala finansen. Camorraföretagen specialiserar sig i avfallshantering, turism, etc; dock är de särskilt aktiva i distributionen av textilier och livsmedel i Europa och världen. Denna samtida, mera anonyma natur har gjort att Camorran numera kallas "o' sistema", ungefär "systemet", i Neapel.

## Några fakta om Camorrans ekonomi
Camorran ansvarar tillsammans med Kalabriens brottsliga organisationer 'Ndrangheta för större del av den europeiska drog- och vapenhandeln. Camorristernas verksamheter och kopplingar har spårats i praktiskt taget alla europeiska länder (bland annat Frankrike, Spanien, Tyskland, Skottland, Norge, Finland, etc. ) samt många länder i världen, i synnerhet Kina, USA och Ryssland. 
En del av Camorrans inkomster kommer från sophantering genom att dumpa miljöfarligt avfall i naturen.
Särskild uppståndelse väcktes sommaren 2008 i samband med avslöjandet av Casalesi-camorristernas försök att ta över det italienska fotbollslaget SS Lazio
För åren 2005-2007 var följande uppgifter aktuella för Camorra-relaterade aktiviteter:
3,1 miljarder euro i omsättning för olaglig handel eller hantering av djur. 
23 miljarder euro i omsättning genom miljörelaterade brott år 2007 
Vapenhandel ger Camorran 2,02 miljarder euro inkomster varje år.
Knarkhandeln omsätter 7,2 miljarder euro per år. (källa: Eurispes 2006)
Camorran mördar i genomsnitt 100 personer om året i en stad på cirka en miljon invånare och är därmed den mest våldsamma kriminella organisationen i Italien.
| ”                                                                                            | Det är ett misstag att betrakta Camorran som en kriminell organisation: Camorran är i första hand en ekonomisk organisation vars första strävan är att förvandla olagliga verksamheter till lagliga aktiviteter | „ |
| – Roberto Saviano, vid mötet på Italienska Kulturinstitutet i Stockholm den 21 november 2007 | |   |

## Organiserat motstånd
I byn Ercolano startades år 2006 en motståndsrörelse av Raffaella Ottaviano. Istället för att betala utpressarna som dök upp i hennes klädbutik anmälde hon dem till polisen som senare arresterade dem. År 2012 rapporterade BBC att 80 affärsverksamheter idag vägrar att betala utpressningspengar. Motståndsrörelsen har stöd av den lokala polisen och dess medlemmar får skatterabatter av kommunen. Detta har skapat ett nytt klimat där näringsidkare vågar tala öppet om att de blir utpressade.